# Minderbroederskerk (Eeklo)
De Minderbroederskerk (ook: Paterskerk) is een voormalig kerkgebouw in de Oost-Vlaamse stad Eeklo, gelegen aan Markt 27 .

## Geschiedenis
De Franciscanen Minderbroeders kwamen voor het eerst naar Eeklo in 1664, waar ze een klooster oprichtten op de plaats van het vroegere klooster der Grauwzusters, gewijd aan Onze-Lieve-Vrouw Ten Doorn. In 1797 werd dit Minderbroedersklooster door de Fransen opgeheven. De gebouwen werden in 1820 verkocht en hier vestigden zich de Zusters van Liefde en ontstond het Instituut Onze-Lieve-Vrouw Ten Doorn.
In 1833 werd de Belgische tak van de franciscanen heropgericht en in 1836 vestigden zich de eerste drie minderbroeders te Eeklo, aan de Markt, waar hen een huis ter beschikking was gesteld.
In 1866 werd de eerste steen voor een nieuwe kapel gelegd. Broeder Germanus Van Haag ontwierp de kapel, die in 1868 werd ingezegend. In 1874 werd een vleugel bijgebouwd, naar ontwerp van Vincent Reychler. In deze vleugel bevonden zich een aantal kloosteronderdelen. In 1876 werd het geheel door een muur van de buitenwereld afgescheiden.
In 1898 werd een nieuw klooster gebouwd achter de kapel, naar ontwerp van Frans van Wassenhove, en een huis dat de toegang tot de kapel belemmerde werd gesloopt. Het oorspronkelijke kloosterhuis werd verkocht en gesplitst in drie woningen, namelijk Markt 29, 31 en 33.
In 1972 werd het torentje van het dak verwijderd. In 1975 kwam het centrum voor bijzondere jeugdzorg "De Waai", geleid door de paters salesianen van de Waaistraat, in enkele vleugels van het klooster. In 1986 werd het Minderbroedersklooster opgeheven en werd de kapel overgenomen door de Salesianen. In 1998 vertrokken ook de salesianen. In 2002 werd de kapel overgedragen aan de vzw Paterskerk om, na restauratie, een sociaal-cultureel doel te dienen.

## Gebouw
De kapel werd gebouwd in neogotische stijl. Het is een driebeukige hallenkerk met een vijfzijdig gesloten koor. Het interieur was oorspronkelijk gepolychromeerd, maar werd later daaroverheen wit geschilderd. Een deel van het neogotisch meubilair is nog aanwezig: koorgestoelte, preekstoel en biechtstoelen van omstreeks 1880. Uit dezelfde tijd zijn ook een aantal glas-in-loodramen aanwezig.